# اف جی دوارته
اف جی دوارته (انگلیسی: F. J. Duarte؛ زاده ۲۲ مارس ۲۰۱۴) یک فیزیک‌دان در زمینه نورشناسی اهل ایالات متحده آمریکا-شیلی است.